# Populus angustifolia
Populus angustifolia е вид топола (теснолистна топола) от клас двусемеделни растения, семейство Върбови (Salicaceae). Разпространена е в планините в западната част на Северна Америка, най-вече в Големия басейн, където се среща най-често в близост до реки.